# Курганский областной краеведческий музей
Государственное бюджетное учреждение культуры «Курганский областной краеведческий музей» — самое крупное в Курганской области хранилище историко-культурных и естественно-научных коллекций. Открыт 10 ноября 1951 года.

## История
Краеведческий музей в Кургане был открыт 10 ноября 1951 года в здании бывшей церкви Александра Невского. Но история музея берет начало в 1904 году, когда в Кургане появился сельскохозяйственный музей. Через 16 лет в 1920 году появился музей местного края. Жители Кургана и соседних населенных пунктов несли в музей свои находки. С 1930 года музей находился в Народном доме, но в 1937 году здание сгорело и все коллекции погибли. 15 июня 1943 года исполком Курганского областного совета принял решение о создании в городе областного краеведческого музея. Музей имел 3 отдела: природа, история, советское общество. С 1957 года при музее работает планетарий. В 1991 году церковь возвращена верующим, а музею передано здание бывшего Дома политпросвещения, где он и располагается в настоящее время. Сейчас в музее работают постоянные экспозиции отделов природы и истории.

## Экспозиция
1. Природа: более 200 видов зверей и птиц, среди них редкие животные, занесенные в Красную книгу Курганской области.
2. История: в первом зале представлены темы археология, заселение края, основные промыслы, торговля, промышленное развитие края в дореволюционный период. Во второй представлены события революции 1917 года, период советской власти в Зауралье, коллективизация и индустриализация, образование области, боевые и трудовые подвиги зауральцев в годы Великой Отечественной войны, становление и развитие промышленности и сельского хозяйства, здравоохранения, образования, культуры, спорта.

## Филиалы
В состав музея входит 4 филиала
- Дом-музей В. К. Кюхельбекера
- Музей истории города
- Дом-музей Т. С. Мальцева, расположенный в селе Мальцево Шадринского района Курганской области.